# POTSHOT
POTSHOT（ポットショット）は日本のスカコアバンドである。1995年結成。2005年解散。ボーカルで作詞、作曲を担当するRYOJIを中心にホーンセクションがいるメロディアスで大合唱できるSKA PUNK をやる為に結成。自称"多分日本で3番目に結成されたスカパンクバンド"。
解散後、盟友でもあるKEMURIのラストツアーの追加公演で2007年12月1日に行われたKEMURI EXTRA SHOWにてシークレットバンドとして一夜限りの復活をした。
2013年8月20日UKFC、8月31日RUSH BALLにて復活。

## メンバー

### RYOJI（ボーカル/リーダー）
東京都出身。1974年4月5日生まれ。A型。身長178cm、体重61kg（2003年時）。小学生の時は剣道少年だったが、兄とバンドブーム（第1期インディーズブームとイカ天の間の時期）の影響で音楽に目覚める。
SATOSHI（ギター）1997年5月加入
本名は塚谷諭。神奈川県出身。1976年4月6日生まれ。B型。身長169.5cm、体重59 - 60.5kg（2003年時）。和光大学卒。出生地は東京都中野区でC級コピーライターの糸井重里と同じマンションに両親と暮らしていたが、祖父母のいる新横浜へ引越した。小学6年か中学1年の時に母の弟からアコースティックギターをもらった事とイカ天の影響で音楽に目覚める。ファーストアルバムレコーディング時のメンバー（pre-schoolと掛け持ちのメンバー）が契約上の問題のために脱退した後に紹介でPOTSHOTに加入。
MITCHY（トランペット）1999年4月加入
山口県豊浦郡出身。1974年12月29日生まれ。A型。身長178cm、体重60kg（2003年時）。相愛大学卒。小学生の時はスポーツ万能で、スポーツ選手を目指していたが、小学校の運動会で行ったマーチングバンドの練習時にトランペットで遊んだ経験もあったため、中学校で吹奏楽部に入部してトランペットを本格的に始める。知人であった横綱イチバンのトロンボーンの男が、CHUCKYの電話番号を知っていたため、連絡し、POTSHOTに加入。
CHUCKY（トロンボーン）1997年4月加入　当初加入時にはトランペットで参加
千葉県千葉市出身。1973年12月14日生まれ。B型。身長161cm、体重59～61kg（2003年時）。東海大学付属高校卒。小学校では少年野球、中学ではサッカー部と音楽とは無縁な生活をしていたが、高校1年の時にクラスの吹奏楽部員からトランペットをもらう。休み時間に学校のベランダで練習していたところ、阪神ファンの友達に「トランペットが吹けるイイところがあるから」と球場に連れていかれ、阪神タイガースの応援団に入団。RYOJIとは以前から知り合いで、pre-schoolと掛け持ちのメンバーが脱退した時にNUMAと共にPOTSHOTに誘われる。1997年の4月から8月はトランペットをライブで吹いていたが、経験が少なかったためかあまり吹けず、8月下旬からのライブには参加できなくなった。しかし、どうしてもPOTSHOTを辞めたくなかったため、8月29日からトロンボーンを練習し、10月に再加入する。
ICHIKAWA（ベース）1999年5月（3rd ALBUMレコーディング時）加入
元THE STREET BEATS、GEENA。広島県出身。1968年5月28日生まれ。A型。身長167cm、体重60kg（2003年時）。小学校からサッカーをしていたが、中学の頃にツッパリに。高校の頃にサッカー部の先輩と対立し、退部。高校にいたギターが出来る友人がベースを探していたので、ベースを始める。高校卒業後、THE STREET BEATSの ØKIに誘われてTHE STREET BEATSに加入したが、メジャーデビューとともに脱退。その後再加入するが、91年に再脱退。1年後に榊原秀樹と高橋まこと、ジミーの3人とGEENAを結成するが、後に解散。さらに2年後にKOBAYASHIからPOTSHOTに誘われ、サポートで3rdアルバムの作成とライブに参加。後に正式に加入。
KOBAYASHI（ドラム）1998年4月にサポートで参加-1998年6月に正式に加入
本名は小林雅之。元JUN SKY WALKER(S)。東京都東久留米市出身。1965年5月13日生まれ。B型。身長174cm、体重64kg（2003年時）。実家はひばりヶ丘団地と滝山団地。自由学園という幼稚園から大学まである学校に通う。中学時代に寮の先輩がバンドをしていた影響で、ドラムを始める。森純太が伊藤毅とバンドをやっていたので参加。後に宮田和弥も参加し、JUN SKY WALKER(S)結成。1997年7月に解散。11月に結婚。1998年4月にUKプロジェクトの北島からPOTSHOTを依頼され、サポートとして参加。6月に正式に加入。

### 過去に在籍したことのあるメンバー
YOSHITO（ベース）結成時から参加-1999年2月脱退
脱退後はYOUNG PUNCH、Yield、PENPALS、REVERSLOWへ
TAKA（ギター）結成時から参加-1997年（1st ALBUMレコーディング後）脱退
VINYL（1996年にpre-schoolに改名）と掛け持ちでの参加
EKO（サックス）1995年加入-1997年（1st ALBUMレコーディング後）脱退
VINYL（1996年にpre-schoolに改名）と掛け持ちでの参加。脱退後も作詞家としてPOTSHOTに関わる。
IPPEI（ドラム）結成時から参加-1997年（1st ALBUMレコーディング後）脱退-1998年にサポートで参加
VINYL（1996年にpre-schoolに改名）と掛け持ちでの参加
KOHEI（トランペット）1996年加入-1997年脱退-1997年再加入-1999年2月脱退
YUKIO（サックス）1996年加入-1997年12月脱退　※サポート
NUMA（ドラム）1997年加入-1998年1月脱退
MUTA（ドラム）1998年にサポートで参加
MASAOMI（ドラム）1998年にサポートで参加
TAKU（ベース）1999年にサポートで参加

## ディスコグラフィー

### 参加作品
| 発売日         | タイトル | 規格品番     | 収録曲                                                                                                   | 備考                 |
| -------------- | --- | ------------ | --- | -------------------- |
| 1997年2月      | SKANKIN' IN THE PIT                                                                                         |              | HANDLE                                                                                                   |                      |
| 1997年4月5日   | POP TO HARD！！～WE LOVE ONLY MUSIC～                                                                       | OHCA-8       | 5.TRASHY TALK                                                                                            | パラダイス・ガレージ |
| 1998年4月1日   | WANKIN' IN THE PIT                                                                                          | CR-011       | 5.I CAN                                                                                                  | CALIFORNIA ROLL      |
| 1998年8月25日  | TV FREAK A GOGO#2                                                                                           | TV-016       | 12. Nothing but fun 24. Off to you / POTSHOT                                                             | TV-FREAK RECORDS     |
| 1999年4月10日  | RESPECTABLE ROOSTERS-a tribute to the roosters-                                                             | COCP-50061   | 5.Let's Rock                                                                                             | ヒートウェーヴ       |
| 1999年4月25日  | TV FREAK NIGHT                                                                                              | TV-027       | 1. Sing Along With POTSHOT 2. Is Mine / POTSHOT 3. Every Daw                                             | TV-FREAK RECORDS     |
| 1999年9月20日  | SMASH IN LA-PPISCH ! ～A TRIBUTE TO LA-PPISCH～                                                             | THUC-1001    | 1. UTOPIA                                                                                                | TIGER HOLE UNITED    |
| 1999年12月15日 | THIS IS POP                                                                                                 | BSR-0001     | 7. Go and See My Sweetie Pie                                                                             | BEPPU SPRING RECORDS |
| 2000年2月25日  | PLEA FOR PEACEep                                                                                            | TV-035       | 1. Every rain lets up 5. Every dawn(live) You don't know(live) / Mike Park with POTSHOT 心の銃 / POTSHOT | TV-FREAK RECORDS     |
| 2000年5月26日  | NEW ROTE'KA TRIBUTE(GELUGUGU/POTSHOT)                                                                       | TV-040       | 2. ・・・to be HARLEM 4. DRINKIN' BOYS                                                                   | TV-FREAK RECORDS     |
| 2000年7月1日   | 『ポンキッキーズ』企画盤「P-kies 20th Century New Trax」                                                    | PCCG-00526   | 9.ホネホネ・ロック                                                                                       | ポニーキャニオン     |
| 2000年11月29日 | TRIBUTE TO BAD BRAINS                                                                                       | TOCT-24488   | 4.Let Me Help                                                                                            | UNIVERSAL MUSIC      |
| 2001年1月25日  | NOTIONS OF THE TIME                                                                                         | AM-066       | 19. MU330                                                                                                | ASIAN MAN RECORDS    |
| 2002年7月1日   | THE MODS TRIBUTE SO WHAT！！~                                                                               | ARCJ-170     | 2. TWO PUNKS                                                                                             |                      |
| 2002年11月16日 | THE BLUE HEARTSトリビュートアルバム「THE BLUE HEARTS 2002 TRIBUTE」「THE BLUE HEARTS TRIBUTE 2005 EDITION」 | ISJP-1006    | ともに「キスしてほしい（トゥー･トゥー･トゥー）」                                                         | Universal            |
| 2003年3月19日  | エレファントカシマシトリビュートアルバム「花男」                                                            | BFCA-83510   | 1.so many people                                                                                         | フェイスレコーズ     |
| 2003年5月21日  | JUN SKY WALKER(S)トリビュートアルバム「WALK TOWARDS THE FUTURE 〜JUN SKY WALKER(S) TRIBUTE〜」              | TFCC-86129   | すてきな夜空                                                                                             | Toy's Factory        |
| 2003年6月18日  | STREET ROCK FILE THE BEST                                                                                   | MUCD-1081-82 | 27. UNDER THE BLUE SKY                                                                                   | Dreamusic            |
| 2003年8月11日  | FM NORTH WAVE 10th ANNIVERSARY COMPILATION ALBUM ユメザムライの詩集                                         | FIST-010     | 3.Voices                                                                                                 | FIST                 |
| 2003年8月21日  | UNITY | CRCP-40036   | 9.STOMP!                                                                                                 | クラウン             |
| 2003年10月8日  | TV FREAK A GOGO#3                                                                                           | TV-081       | 1. IN THE DISTANCE 26. SPIT IT OUT                                                                       | TV-FREAK RECORDS     |
| 2003年11月19日 | THE CLASH TRIBUTE                                                                                           | SICL-68      | 12.RUDIE CAN'T FAIL                                                                                      | Sony Records         |
| 2004年3月17日  | ニューロティカトリビュートアルバム「A.I COMPANY」                                                           | VICL-61359   | DISC2-09.青春 III / POTSHOT featuring YOKO UTSUMI                                                        | Victor Entertainment |
| 2004年7月22日  | STREET ROCK FILE THE BEST 2                                                                                 | MECR-2010    | 6. 9 to 5                                                                                                | S.R.F.RECORDS        |
| 2004年12月16日 | X THE STREET                                                                                                | VICL-61531   | 2-7 LUCKY MAN[THE PRIVATES]                                                                              | Victor Entertainment |
| 2005年6月22日  | TIGER HOLE RANGE 2                                                                                          | THCA-045     | 2. CALIFORNIA SUN                                                                                        | TIGER HOLE CHOICE    |
| 2005年12月21日 | TOYOTA BIG AIR 10th anniversary                                                                             | UPCI-1040    | 2.CLEAR                                                                                                  | Island               |
| 2006年6月14日  | ROCK is LOFT Purple Disc ～SHINJUKU LOFT 30th Anniversary～                                                 | UPCH-1495    | 14.CLEAR                                                                                                 | Polydor              |
| 2006年11月23日 | 10 YEARS OF BLOOD SWEAT AND TEARS                                                                           | SIWI-59      | 19.Radio                                                                                                 | SKA IN THE WORLD     |
| 2009年4月18日  | PUNK ROCK SKA FREAK!                                                                                        | TV-100       | 27. He Says He's Right【BONUS TRACK】                                                                    | TV-FREAK RECORDS     |

## ミュージックビデオ
| 監督     | 曲名 |
| 末田健   | 「Be alive」 |
| 千田一騎 | 「9 to 5」「A MILLION LIGHT YEARS AWAY」「CLEAR」「FREEDOM FIGHTER」「ISLANDS」「In My Heart」「LOVE CHANGES EVERYTHING」「SHE IS CUTE」「To that light」「可愛いアノ娘」 |
| 不明     | 「Every rain lets up」「Freedom」「PARTY」「SMILE」 |

## 主なライブ
- 1999年07月25日 - Sky Jamboree'99 ONE PRAY in NAGASAKI
- 2000年08月12日 - Sky Jamboree 2000 勇気・自由・解放
- 2000年08月20日 - MONSTER baSH 2000
- 2001年08月04日 - ARABAKI ROCK FEST. in Sendai Bay
- 2001年09月02日 - RUSH BALL 2001
- 2001年08月01日 - MONSTER baSH 2001
- 2001年08月11日 - Sky Jamboree 2001
- 2001年08月18日 - RISING SUN ROCK FESTIVAL 2001 in EZO
- 2002年09月01日 - RUSH BALL 2002
- 2002年08月10日 - Sky Jamboree 2002 ONE PRAY IN NAGASAKI
- 2003年08月31日 - RUSH BALL 2003
- 2003年08月09日 - SETSTOCK 2003
- 2003年08月10日 - Sky Jamboree '03 !!gan 顔晴れ bare!!
- 2003年12月29日 - COUNTDOWN JAPAN 03/04
- 2004年08月29日 - RUSH BALL 2004
- 2004年08月13日 - RISING SUN ROCK FESTIVAL 2004 in EZO
- 2004年08月22日 - Sky Jamboree '04 ～夢合わせ～
- 2005年08月28日 - RUSH BALL 2005
- 2013年08月20日 - UKFC on the Road
- 2013年08月31日 - RUSH BALL
- 2014年03月15日 - NO MATTER LIVE
- 2015年04月25日 - ARABAKI ROCK FEST.15
- 2015年07月19日 - JOIN ALIVE 2015
- 2015年09月20日 - PUNKAFOOLIC! SHIBUYA CRASH 2015
- 2015年10月12日 - Bowline 2015 curated by HEY-SMITH & TOWER RECORDS
- 2018年08月26日 - RUSH BALL 2018